# Старт (микроавтобус)
«Старт» — советский микроавтобус, выпускавшийся с 1963 по 1970 год. Разработан и изготовлен в 1963 году силами Северодонецкой авторемонтной базы и Северодонецкого производственного объединения «Стеклопластик» с использованием комплектующих от ГАЗ-21. Всего было изготовлено более 150 автомобилей (точное количество неизвестно), из них 5 — экспериментальные машины, с лонжеронами и поперечинами рамы из швеллеров и зависимой рессорной передней подвеской, в то время как на остальных была рама из труб круглого сечения, и с балкой передней подвески от ГАЗ-21.
Микроавтобус позже пытались выпускать под маркой ЛАСЗ на Луганском автосборочном заводе. Поскольку старая оснастка не сохранилась, луганская машина несколько отличалась от северодонецкого «Старта»: средняя стойка кузова имела не треугольную форму, а была тонкой наклонной. Подвеска была переработана — в ней использовались узлы от более тяжелого ЗиМа, в результате чего движение стало более плавным. Надписи «Старт» ни на капоте, ни на радиаторной решётке не было. Вместо неё автобус нес эмблему Луганского автосборочного завода. Всего было выпущено около 20 экземпляров.
В 1967—1968 годах выпуск микроавтобусов был налажен на Коростенском ремонтном заводе в городе Коростене Житомирской области. Всего в Коростене было выпущено 70 микроавтобусов «Старт». Машины окрашивались в белый, голубой, жёлтый и розовый цвета.
Ещё порядка 10 микроавтобусов под маркой «Донбасс» было изготовлено на автобазе треста «Главдонбасстрой» в Донецке.
Помимо микроавтобуса, в Северодонецке сумели разработать и построить также большой (немного крупнее «Волги») стеклопластиковый седан «Заря» с рамным шасси и агрегатами ГАЗ-21. Существовало две машины — двух- и четырёхдверная, но известны фотографии только двухдверного варианта.

## Описание
Устанавливавшийся на рамное шасси ГАЗ-21 кузов скорлупного типа имел обшивку из стеклопластика, которая выклеивалась внутри специальной шестиразъёмной матрицы за один технологический приём вручную, контактным формованием, после чего в неё вклеивались деревянные усилители боковин, крыши, проёмов окон и дверей.
Внешний вид автомобиля разрабатывал художник-конструктор Юрий Иванович Андрос. Внутри салона первого экземпляра «Старта» было размещено три сиденья-дивана (два — вдоль кузова, одно поперечное — в конце салона), небольшие шкафчики для посуды, капот двигателя использовался в качестве столика, а в багажнике был смонтирован походный умывальник.
Впоследствии выяснилось, что высокая прочность и отсутствие теплового расширения стеклопластиковых материалов имеет обратную сторону: при длительной эксплуатации, особенно при отрицательных температурах, происходит возникновение статического механического напряжения из-за различия в характеристиках расширения у современных конструкционных материалов и деревянного каркаса, при этом из-за усадки смолы кузов сильно деформировался.

## Эксплуатация

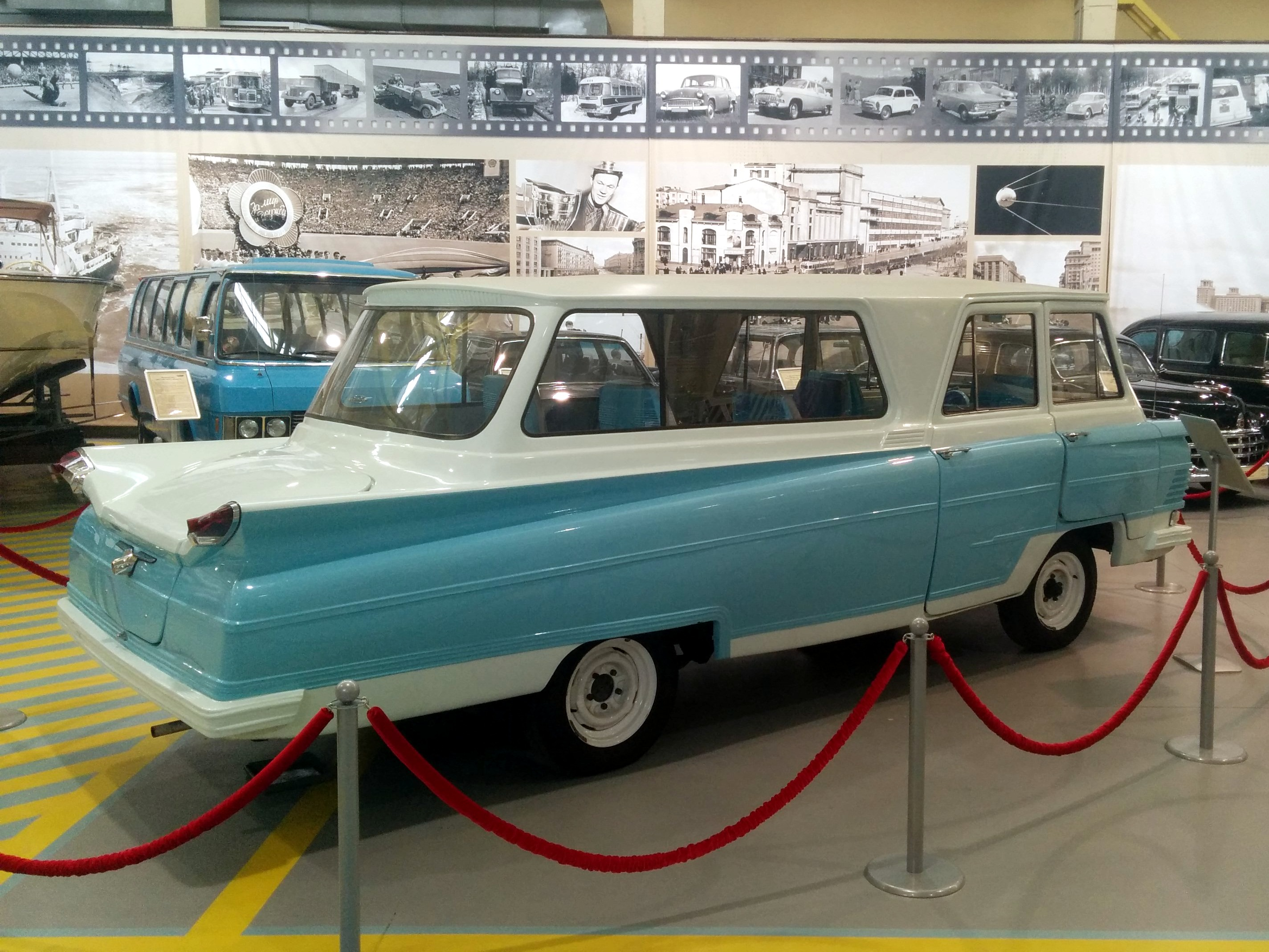
Микроавтобус «Старт» в музее автомобильной техники УГМК, Верхняя Пышма

САРБ производил «Старт» до 1967 года, после чего до 1970 года его выпускали мелкой серией (около 10), а затем — на Луганском автосборочном заводе. В Северодонецке такие машины работали в качестве «маршруток» с 1968 по 1976 год; всего на трех маршрутах работало около 10 таких машин, они были белые с голубой «юбкой» и знаком такси. В период отпусков микроавтобусы работали на междугородних маршрутах, перевозя работников СПО «Азота» на турбазы Крыма и побережья Азовского моря. В местном отделении милиции в ГАИ был микроавтобус «Старт», который проработал до начала 1980-х годов. Долгожителем был «Старт» чёрного цвета, который числился на балансе местного Дворца культуры химиков. Были попытки создать на базе «Старта» машину скорой помощи. В 1968 году был разработан эскиз и макет этого микроавтобуса, но в 1970 году город отказался от этой машины, а САРБу было поручено провести ремонт с заменой агрегатов и медоборудования на машинах ГАЗ-22Б. Все оставшиеся агрегаты, предназначены для последних «Стартов», были пущены на ремонт этих машин. Производство свернули из-за отсутствия больших заказов. В итоге машина не пошла в серию, а отдельный цех, который был предоставлен для производства микроавтобусов «Старт», не мог долго простаивать в ожидании серии заказов.
В 1960-х — начале 1970-х годов несколько «Стартов» использовались в Москве и Днепропетровске в качестве маршрутных такси.
Один экземпляр микроавтобуса, будучи подаренным П. Е. Шелесту, первому секретарю ЦК КП Украины, был оснащён автономной системой спецсвязи КГБ, вмонтированной в крышу кузова. В 1964 году один из микроавтобусов «Старт» был отправлен в «Лисхимстрой», где был оснащён радиостанцией РРС-1М, радиостанцией АРС-1М, громкоговорителями и другим радиотехническим оборудованием, которое питалось от аккумуляторных батарей. Кроме того, в микроавтобусе было оборудовано место под мини-холодильник, работающий на сухом льду.
Микроавтобусы, выпущенные Коростенским ремзаводом, отправлялись, в частности, в Москву, Киев, Куйбышев, Одессу, Львов, Тамбов и Крым.

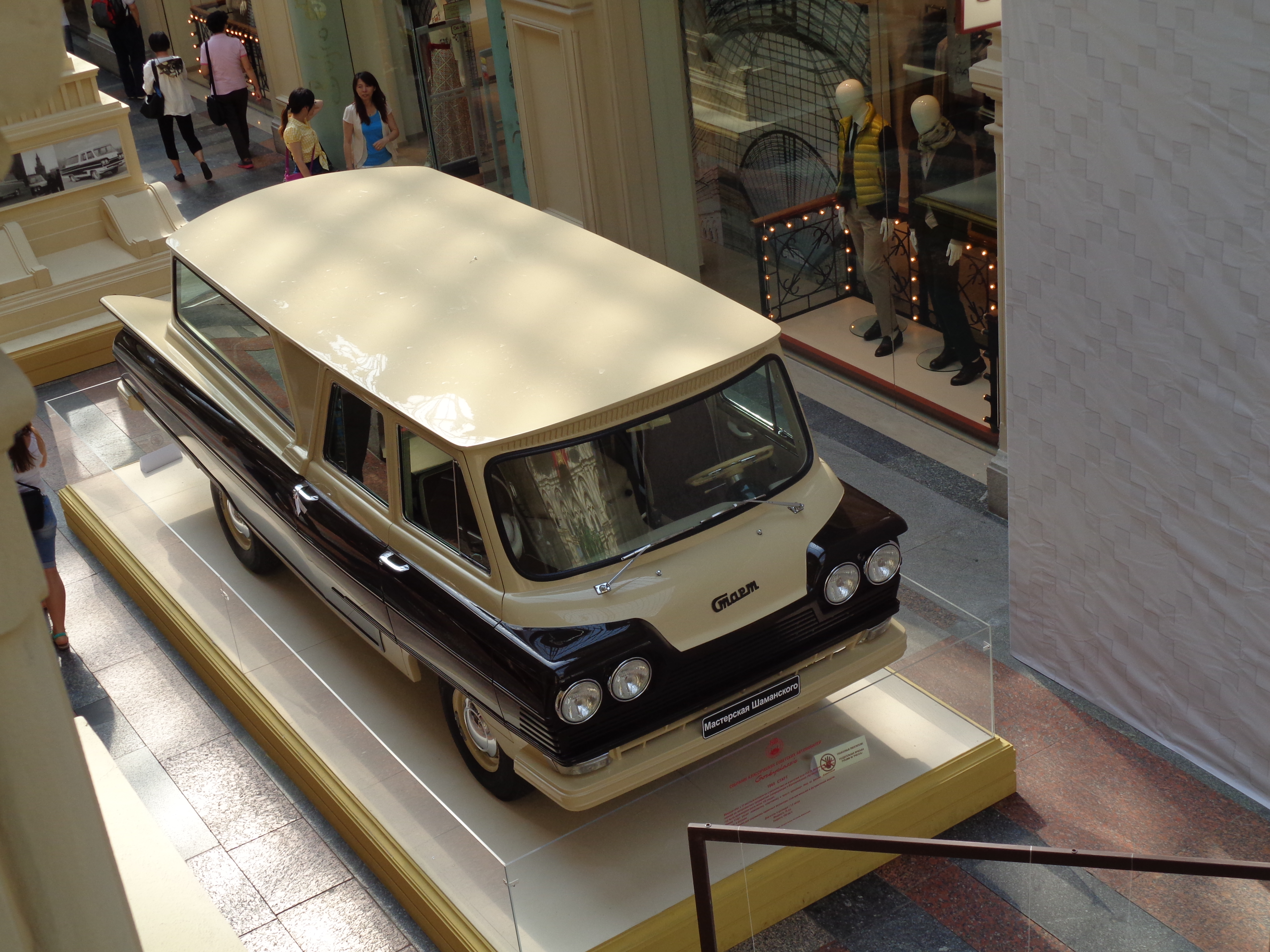
Микроавтобус «Старт» мастерской Шаманского на выставке в ГУМе, 2014 год

## В культуре
Микроавтобус «Старт» можно видеть в финале знаменитой кинокомедии «Кавказская пленница», в котором маршрутка именно этой модели увозит главную героиню.
В качестве экспоната микроавтобус находится в Музее автомобильной техники УГМК.